# Adolfo Morello
Adolfo Morello (Buenos Aires, Argentina, 7 de octubre de 1931) fue un futbolista argentino. Se desempeñaba como delantero centro.

## Trayectoria
En 1948 debutó en Chacarita Juniors, después de estar en las inferiores muchos años, pasaría luego por el Colegiales, Almagro y El Porvenir, todos de su ciudad natal.
En 1954 emigra al fútbol de Perú, jugando para el Sport Boys. Luego pasó por el fútbol colombiano e italiano, y se retiró en 1958 vistiendo la camisa del Calcio Padova.

## Clubes
| Club                 | País      | Año       |
| -------------------- | --------- | --------- |
| Chacarita Juniors    | Argentina | 1948      |
| Atlético Colegiales  | Argentina | 1949      |
| Almagro              | Argentina | 1950—1952 |
| El Porvenir          | Argentina | 1952      |
| Marianao             | Cuba      | 1953      |
| Sport Boys           | Perú      | 1954      |
| Boca Juniors de Cali | Colombia  | 1955      |
| América de Cali      | Colombia  | 1956      |
| Padova               | Italia    | 1956—1958 |